# Legenda lui Holly Boy
Legenda lui Holly Boy (titlu original: A Light in the Forest, O lumină în pădure) este un film american fantastic din 2003 regizat de John Carl Buechler după o carte de Frank Latino. Rolurile principale au fost interpretate de actorii Lindsay Wagner și Carol Lynley.

## Prezentare
Britta trebuie să-și înfrunte temerile la concursul de Crăciun al școlii sale, în timp ce Holly Boy, spiritul sezonului, trebuie să lupte cu forțele răului.

## Distribuție
- Lindsay Wagner - Penelope Audrey
- Danielle Nicolet - Britta Rinegelt
- Christian Oliver - Gabriel Brown
- Martin Klebba - Boar (monstru)
- Edward Albert - King Otto
- Amy Amerson - Kelly
- Robert Axelrod - Judge Chester
- Frank Bonner - Kimmel
- Joe Cecola - Councilman Trevor
- Chelsey Cole - Poinsettia
- Michael Deak - Larry
- Luke Eikens - Student
- Alexandra Ford - Witch Hazel
- Arturo Gil - Sinister
- Michael Lee Gogin - Hoiman
- Edwin Hodge - Krebs
- Carlton Holder - Britta's Dad
- Kip King - Lowell Hawkins

## Primire
Fundația Dove a declarat că a fost „un videoclip distractiv de vizionat și plin de mister și întorsături interesante. Este o aventură mistică care promovează dragostea și grija și spiritul Crăciunului. Cu toate acestea, vrăjitoria continuă, poțiunile, blestemele și vrăjile face inacceptabilă primirea premiului Dove Seal.
În cartea sa din 2017, How the Movies Saved Christmas, William D. Crump a remarcat că filmul se aseamănă foarte puțin cu cartea originală.